# Engerth Vilmos
Engerth Vilmos (Teschen, 1818. január 1. – Budapest, 1884. január 1.) festő, litográfus, műegyetemi tanár.

## Élete
Édesapja Engerth János díszletfestő volt, nála és a bécsi Művészeti Akadémián tanult. Visszatérve Pestre, eleinte főleg miniatűr arcképfestéssel foglalkozott. 1849. november 19-én a budai József-ipartanodához rajztanítóvá nevezték ki. Mikor utóbb az ipartanoda műegyetemmé alakult át (1857), Engerthet átvették a műegyetem tanári karába és a műszaki és ornamentális rajz tanításával bízták meg. Itt 1869-től a rajztanszék rendes tanára volt egészen haláláig. Engerth az 1840-es és 1860-as években gyakran állított ki a pesti műegylet kiállításain, ahol egyébként a zsűrinek is tagja volt. Az 1850-es évek végén a Dorottya utcában rajziskolát nyitott és 1859-ben rajzmintákat adott ki. Elsősorban arcképeket festett, de több kőrajzot is készített. Elhunyt 1884. január 1-jén, élete 66., házassága 30., állami szolgálatának 34. évében idült hurutos tüdőlob következtében. Örök nyugalomra helyezték 1884. január 3-án délután a Kerepesi úti sírkertben római katolikus szertartás szerint. Felesége Zanka/Zankó Constantia volt.
A pesti műegylet kiállításain következő műveivel vett részt:
- 1841. évi kiáll.: Két miniatűr arckép. 1842. évi kiáll.: Két akvarell arckép és egy kolostor c. ionrajz.
- 1844. évi kiáll.: Arabeskek, akvarell. — Csigalépcső, tusfestmény. — Hét darab akvarell arckép.
- 1846. évi kiáll.: Két akvarell arckép.
- 1847. évi kiáll.: Gyömrői tájkép, akvarell.
- 1861. máj.—jún. kiáll.: Templom, akvarell.
- 1863. okt.—nov. kiáll.: A pesti műegylet 1864. évi műlapja.
- 1865. máj.—jún. kiáll.: A pesti műegylet 1865. évi műlapja.

## Kőrajzai
1. G. Teleki Sámuel gyömrői palotája. Folio. Jelzése: Term. után fest. és kőre metsz. Engerth V. (1846.)
2. István főherceg nádor születésnapjának ünneplése Aradon, 1847. szeptember 14-én. Folio. Felirata: István Császári Királyi Fő Herczegségének Magyar Ország fenséges Helytartójának. Hazánk érdekében tett dicső körutazása alkalmával f. é. szent Mihály hó 14-kén Aradon tartott születésnapi ünnepélye emlékrajzát kiadta és / ő Császári királyi / Fő-Herczegsége Fenséges István Magyar Ország Nádorának / legmélyebb tisztelettel ajánlja Engerth Vilmos.
3. Aratási jelenet. Markó Károly festménye után. Folio. A pesti műegylet 1864. évi műlapja.
4. Mária királynő és Erzsébet Nagy Lajos sírjánál. Liezen-Mayer Sándor festménye után. Folio. A pesti műegylet 1865. évi műlapja.